# Cuchi
Cuchi é uma cidade e município da província do Cubango, em Angola.
Tem 10 621 km² e cerca de 42.987 mil habitantes. É limitado a norte pelo municípios de Mumbué e Cutato, a leste pelos municípios de Menongue e Caiundo, a sul pelo município de Chinguanja, e a oeste pelos municípios de Cuvango e Cutato.
O município é constituído apenas pela comuna-sede. Anteriormente seu território continha as comunas de Cutato, Chinguanja e Vissati.

## Economia
A partir de 2016, foi iniciada a extração de minério de ferro da Mina do Cutato (no município vizinho de mesmo nome). No mesmo ano, foi instalado na cidade de Cuchi uma unidade industrial siderúrgica para beneficiamento e transformação de minério de ferro em ferro-gusa. Tal empreendimento tornou o munícípio um importante polo industrial do sudeste de Angola.
No setor ecoturístico municipal, destacam-se os cânions do rio Cuchi, localizados a norte da cidade de Cuchi, atrativos naturais formados pela erosão das rochas e pelas atividades geotectônicas.

## Infraestrutura
Possui a segunda mais movimentada estação, tanto de cargas quanto de passageiros, do Caminho de Ferro de Moçâmedes no Cubango.
O município é atravessado pela rodovia EN-280, que a liga ao Cuvango (oeste) e ao Menongue (leste). A cidade de Cuchi liga-se a Chinguanja pela rodovia EC-280-1, e; liga-se a Cutato e a provínca do Bié pela rodovia EC-130.